# Invariant de Lagrange-Helmholtz
L’invariant de Lagrange-Helmholtz est un invariant en optique géométrique valable dans les conditions de Gauss. La relation s'écrit:
{\displaystyle ny\alpha =n'y'\alpha '}
Où :
- n et n' sont les indices de réfraction de l'espace objet et image respectivement
- y et y' sont les hauteurs objet et image respectivement
- α et α' sont les angles des rayons incident et émergent respectivement

Une conséquence similaire de l'approximation de Gauss est la condition des sinus d'Abbe : les angles des rayons lumineux incidents et émergents sont, par hypothèse, si peu inclinés sur l'axe optique, que l'on peut les confondre avec leurs sinus respectifs.